# Adenostoma fasciculatum
Adenostoma fasciculatum es una especie de arbusto perteneciente a la familia de las rosáceas. Es originaria de California y norte de Baja California, Sonora, Chihuahua, Durango. Este arbusto es una de las plantas más generalizadas del chaparral.

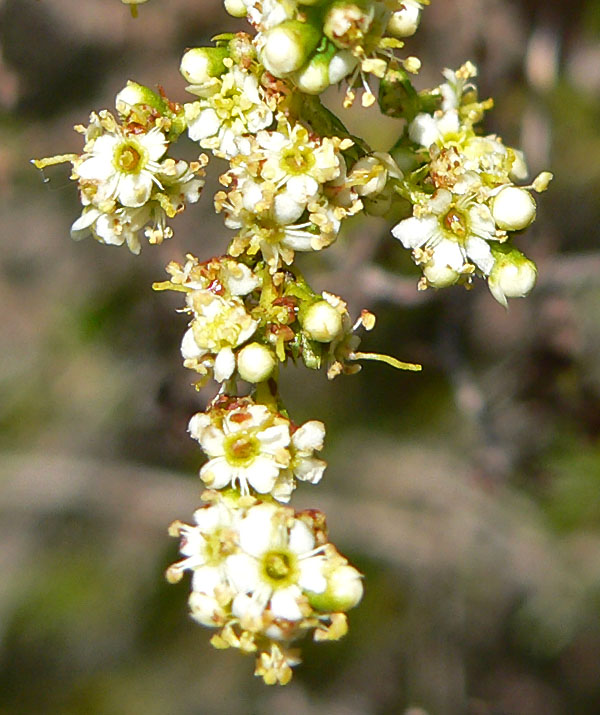
Inflorescencia

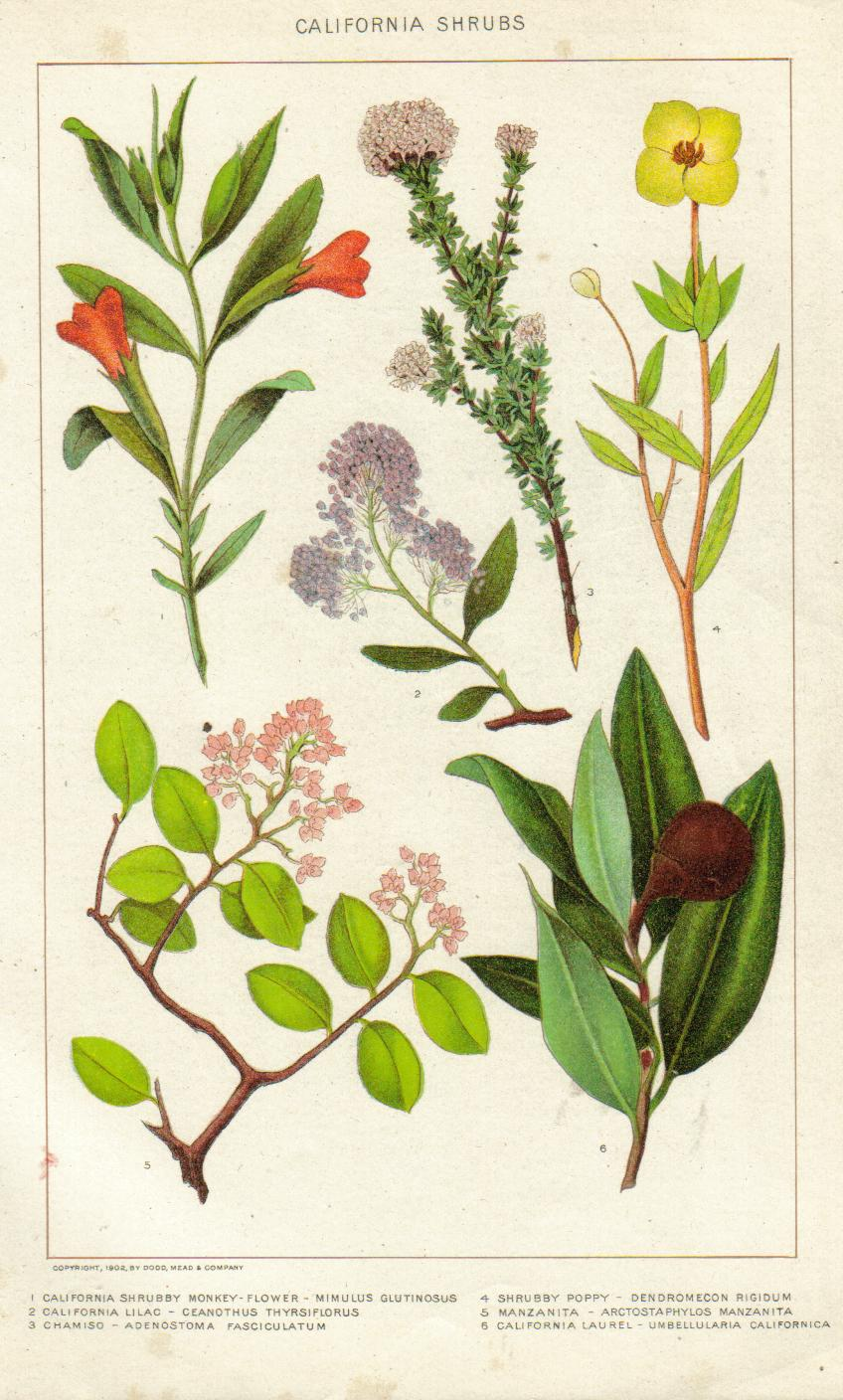
Ilustración

## Descripción
Es un arbusto o árbol de hoja perenne que crece hasta los 4 metros de altura, con apariencia seca, con las ramas leñosas. Las hojas son pequeñas, de 4-10 mm de largo y 1 mm de ancho con un ápice puntiagudo, brotan en racimos de las ramas. Estos grupos son conocidos como fascículos, y dar a la especie su nombre en latín. Las hojas son brillantes con aceites inflamables, especialmente en climas cálidos. Las ramas terminan en racimos de flores tubulares de color blanco de 5 mm de diámetro, con cinco pétalos y estambres largos. La fruta seca es un aquenio.

## Ecología
Es muy resistente y adaptable a la sequía, con la capacidad de crecer en el suelo árido y seco pobre en nutrientes, y afloramientos rocosos. Se puede encontrar en los suelos de serpentina, que son generalmente inhóspitos para la mayoría de las plantas, así como en suelos de pizarra, arena, arcilla y grava. Los hábitats del chaparral son conocidos por sus periódicos feroces incendios forestales, y al igual que otra flora seca del chaparral, después de quemada se recupera rápidamente y prosperar una vez más. Es una planta que controla la erosión y, brota desde el nivel del suelo en bajas coronas basales que quedan después de los incendios, evitando que el suelo desnudo sea lavado.
Crece en bosques densos, monotípicos que cubren las colinas secas de la costa de California. La especie también da nombre a un determinado chaparral (es decir chaparral de Adenostoma fasciculatum), dominado por A. fasciculatum.

## Taxonomía
Adenostoma fasciculatum fue descrita por Hook. & Arn. y publicado en The Botany of Captain Beechey's Voyage 139, pl. 30. 1841[1832].
Etimología
Adenostoma: nombre genérico que deriva de las palabras griegas: adeno = "glándula", y estoma = "boca", en referencia a las 5 glándulas en la boca de los sépalos.
fasciculatum: epíteto latíno que significa "en paquetes, fascículos".
Variedades
Existen dos variedades que difieren unas de otros en caracteres de menor importancia, ya que no se aceptan como distinta por todos los autores:
- A. f. var. fasciculatum - Hojas 5-10 mm, ápice agudo, sin pelos.
- A. f. var. obtusifolium - Hojas de 4-6 mm, ápice obtuso; un poco peludo.